# گونیلا بریستروم
گونیلا بریستروم (به سوئدی: Gunilla Bergström) (۳ ژوئیه ۱۹۴۲ — ۲۵ اوت ۲۰۲۱) مؤلف، روزنامه‌نگار، تصویرگر اهل سوئد بود. معروف‌ترین اثر او مجموعه کتاب‌های کودکانه با محوریت الفی اتکینز (در سوئدی: آلفونس اوبری (Alfons Åberg)) بود.
بریستروم که در یوتبری متولد شده بود، در سال ۱۹۶۶ به استکهلم نقل مکان کرد و به عنوان روزنامه‌نگار در روزنامه‌های آفتونبلادت و داگنز نی‌هتر فعالیت کرد. وی در سال ۱۹۷۱ شروع به نوشتن کتاب‌های کودکان نمود و نخستین کتاب الفی اتکینز را در سال ۱۹۷۲ منتشر کرد. در مجموع ۲۶ کتاب از مجموعه الفی اتکینز تا سال ۲۰۱۲ منتشر شده که این داستان‌ها به ۲۹ زبان ترجمه شده‌اند.
بریستروم در ۲۵ اوت ۲۰۲۱ بعد از طی یک دوره بیماری درگذشت.